# Retipenna callioptera
Retipenna callioptera är en insektsart som beskrevs av X.-k. Yang och C.-k. Yang 1993. Retipenna callioptera ingår i släktet Retipenna och familjen guldögonsländor. Inga underarter finns listade i Catalogue of Life.